# Geothelphusa holthuisi
Geothelphusa holthuisi is een krabbensoort uit de familie van de Potamidae. De wetenschappelijke naam van de soort is voor het eerst geldig gepubliceerd in 2010 door Shih, Shy & Lee.